# Elisabetta Oliviero
Elisabetta Oliviero (Pompeï, 18 juli 1997) is een voetbalspeelster uit Italië. Ze speelt als verdediger voor SS Lazio in de Serie A.

## Clubcarrière
Oliviero begon haar voetbalcarrière bij Molassana Boero uit Molassana. Met deze club was ze in eerste instantie actief in de Serie A2 totdat ze wist te promoveren naar de Serie B. In de zomer van 2016 stapte ze over naar Cuneo.  Voor deze club debuteerde ze in de Serie A. In totaal kwam ze in haar debuutseizoen op het hoogste Italiaanse voetbalniveau tot 22 wedstrijden. Samen met ploeggenote Eleonora Rosso maakte ze de overstap naar UC Sassuolo. In de zomer van 2019 volgde een nieuwe transfer naar het naar de Serie B gepromoveerde SSD Napoli. Door de coronapandemie bleef de titelrace onbeslist. Op 27 oktober 2019 maakte ze haar eerste doelpunt in dienst voor de club uit Napels.
Begin 2021 maakte Oliviero de overstap naar FC Empoli.. Na drie jaar voltooide ze een volgende transfer naar SS Lazio. Op 3 mei 2025 maakte Oliviero haar eerste doelpunt in dienst van de club uit de Italiaanse hoofdstad in een wedstrijd tegen haar oude club US Sassuolo.

## Statistieken
| Seizoen | Club         | Land   | Competitie | Wedstrijden | Doelpunten |
| ------- | ------------ | ------ | ---------- | ----------- | ---------- |
| 2016/17 | Cuneo        | Italië | Serie A    | 22          | 0          |
| 2017/18 | UC Sassuolo  | Italië | Serie A    | 21          | 3          |
| 2018/19 | UC Sassuolo  | Italië | Serie A    | 15          | 1          |
| 2020/21 | SSD Napoli   | Italië | Serie A    | 21          | 0          |
| 2021/22 | FC Empoli    | Italië | Serie A    | 18          | 2          |
| 2022/23 | UC Sampdoria | Italië | Serie A    | 25          | 0          |
| 2023/24 | UC Sampdoria | Italië | Serie A    | 26          | 0          |
| 2024/25 | SS Lazio     | Italië | Serie A    | 25          | 1          |
| Totaal  | Totaal       | Totaal | Totaal     | 173         | 7          |

Laatste update: 30 mei 2025

## Interlandcarrière
Oliviero werd voor het eerst opgeroepen voor het Italiaanse nationale team door bondscoach Andrea Soncin in februari 2024 voor twee vriendschappelijke wedstrijden tegen Ierland en Engeland. In de eerste wedstrijd op 23 februari 2024 maakte ze haar debuut door als basisspeelster te starten in het doelpuntloze gelijkspel.